# Nausibius clavicornis
Nausibius clavicornis is een keversoort uit de familie spitshalskevers (Silvanidae). De wetenschappelijke naam van de soort werd in 1794 gepubliceerd door Johann Gottlieb Kugelann in Schneider.